# ムーンガール&デビル・ダイナソー
ムーンガール&デビル・ダイナソー（Moon Girl and Devil Dinosaur）は、2015年からマーベル・コミックで連載されている同名キャラクターを原作として2023年2月10日から2025年2月7日までディズニーチャンネルで放送されているアメリカ合衆国のテレビアニメ。日本では2023年4月9日からディズニーチャンネルで放送されている。発明少女ルネラが恐竜デビルダイナソーと手を組み、ニューヨークで向かう敵と闘う様を描いている。この作品はDisney+で利用可能で、アメリカでは2023年2月15日から、日本では2023年12月6日から配信されている。

## キャラクター
声優は米国版と日本語版の順。
ルネラ・ラファイエット / ムーンガール
声 - ダイアモンド・ホワイト、飯沼南実
科学好きの13歳の天才中学生で、ローワー・イースト・サイドに暮らしている。困ったときは、ムーンガールに変身してデビルダイナソーと一緒に街の人たちを救う。
デビルダイナソー
声 - フレッド・タタショア
ルネラが拾ってきた赤色のティラノサウルス。ルネラにとてもなついており、ホットドッグという食べ物が好物。
ケイシー
声 - リベ・ベイラー、松井暁波
ルネラのマネージャーで、ルネラが自分自身のアイデンティティに対していつも相談にのってくれる。
アドリア
声 - Sasheer Zamata、新井笙子
ルネラの母、ロール・ウィズ・イットのDJ。
ミミ
声 - アルフレ・ウッダード、小林優子
ルネラのおばあちゃん。
ポップス
声 - Gary Anthony Williams、平林剛
ルネラのおじいちゃん、ロール・ウィズ・イットを経営している。
ジェイムズJr.
声 - Jermaine Fowler、宮崎遊
ルネラのお父さん
ララ・ローラ・ローレル
声 - ?、神本綾華
三つ子
セシリア
声 - Isabella Gomez、神本綾華
ノックス
声 - ?、中井美琴
ブライアン・グローリー
声 - ?、伊藤有希
ローラースケートを乗りこなしている少年。
- その他（英語版）：マヤ・ホーク[3]、ウェズリー・スナイプス[3]、メソッド・マン[3]、ジェニファー・ハドソン[3]、コビー・スマルダーズ[3]、ローレンス・フィッシュバーン[3]、メイ・キャラマウィ[3]、アリソン・ブリー[3]

## 各話リスト

### シーズン1（2023年）
話数において、カッコ内は日本放送版での話数を示す。
| 話数    | 邦題                          | 原題                        | 米国放送日    | 日本放送日    |
| ------- | ----------------------------- | --------------------------- | ------------- | ------------- |
| 1       | ムーンガール登場              | Moon Girl Landing           | 2023年2月10日 | 2023年4月9日  |
| 2       | いやな相手                    | The Borough Bully           | 2023年2月11日 | 2023年4月29日 |
| 3       | ローラースケート場はまかせて! | Run the Rink                | 2023年2月15日 | 2023年5月6日  |
| 4       | 自分を見つめ直せ閉じる        | Check Yourself              | 2023年2月15日 | 2023年5月13日 |
| 5       | 髪よ、行かないで              | Hair Today, Gone Tomorrow   | 2023年2月15日 | 2023年5月20日 |
| 6       | ビヨンダー登場                | The Beyonder                | 2023年2月15日 | 2023年5月27日 |
| 7（10） | ムーンガールの休日            | Moon Girl's Day Off         | 2023年3月4日  | 2023年6月24日 |
| 8       | お気に入り                    | Teacher's Pet               | 2023年3月8日  | 2023年6月10日 |
| 9       | 広告も思春期もスキップ        | Skip This Ad...olescence    | 2023年3月8日  | 2023年6月17日 |
| 10（7） | おやすみムーンガール          | Goodnight, Moon Girl        | 2023年3月8日  | 2023年6月3日  |
| 11      | この母にしてムーンガールあり  | Like Mother, Like Moon Girl | 2023年3月8日  | 2023年7月1日  |
| 12      | 大人になる日                  | Today, I Am a Woman         | 2023年4月8日  | 2023年8月6日  |
| 13      | 小さくなりたいデビル          | Devil on Her Shoulder       | 2023年4月12日 | 2023年8月13日 |
| 14      | コニーアイランドだ!ベイビー!  | Coney Island, Baby!         | 2023年4月12日 | 2023年8月20日 |
| 15      | OMG問題#1                     | OMG Issue #1                | 2023年4月12日 | 2023年8月27日 |
| 16      | OMG問題#2                     | OMG Issue #2                | 2023年4月12日 | 2023年8月27日 |

### シーズン2（2024年）
| 話数 | 邦題                            | 原題                          | 米国放送日   | 日本放送日     |
| ---- | ------------------------------- | ----------------------------- | ------------ | -------------- |
| 17   | 偉大なるビヨンダー              | The Great Beyond-er!          | 2024年2月2日 | 2024年3月23日  |
| 18   | 新しいスーツ!                   | Suit Up!                      | 2024年2月2日 | 2024年3月23日  |
| 19   | デビルのおなか                  | Belly of the Beast            | 2024年2月3日 | 2024年4月21日  |
| 20   | 約束守れる?                     | Ride or Die                   | 2024年2月3日 | 2024年4月21日  |
| 21   | キッド・クリー登場!             | Kid Kree                      | 2024年2月3日 | 2024年4月21日  |
| 22   | お願いマシン “ウィッシュ・ター” | Wish-Tar                      | 2024年2月3日 | 2024年4月21日  |
| 23   | ダイヤモンドか石炭か?           | Make It, Don't Break It!      | 2024年2月3日 | 2024年6月2日   |
| 24   | 旅行に行きたいデビル            | The Devil You Know            | 2024年2月3日 | 2024年6月2日   |
| 25   | 犬たちの午後                    | Dog Day Mid-Afternoon         | 2024年2月3日 | 2024年6月2日   |
| 26   | 強盗作戦                        | In the Heist                  | 2024年2月3日 | 2024年6月2日   |
| 27   | ローラージャム!                 | Roller Jam!                   | 2024年2月3日 | 2024年11月18日 |
| 28   | 独りのペアダンス                | Dancing With Myself           | 2024年2月3日 | 2024年11月19日 |
| 29   | 大切な家族                      | Family Matters                | 2024年2月3日 | 2024年11月20日 |
| 30   | 分子レベル                      | The Molecular Level           | 2024年2月3日 | 2024年11月21日 |
| 31   |                                 | Moon Girl, Grounded           | 2025年2月6日 |                |
| 32   |                                 | Ride Along                    | 2025年2月6日 |                |
| 33   |                                 | Lava Actually                 | 2025年2月7日 |                |
| 34   |                                 | Full Moon                     | 2025年2月7日 |                |
| 35   |                                 | To Intervention And Beyond-Er | 2025年2月7日 |                |
| 36   |                                 | Crushed                       | 2025年2月7日 |                |
| 37   |                                 | A Devil-Ish Birthday          | 2025年2月7日 |                |
| 38   |                                 | Party Girl                    | 2025年2月7日 |                |
| 39   |                                 | Guess Who's Coming To Dinner  | 2025年2月7日 |                |
| 40   |                                 | Shoot For The Moon            | 2025年2月7日 |                |

### 欠番エピソード
- The Gatekeeper - このエピソードは第22話（シーズン2の第6話）として制作された[17]。このストーリーにはLGBTQ+をテーマにしており、ルネラの親友のブルックリン（インディア・ムーアが声を担当）がスクイレルズのキャプテンとしてバレーボール大会で優勝を勝ち取るというエピソードだったが、ブルックリンがトランスジェンダーであることを打ち明け、過去に男子チームのサッカー大会に参加していたことを話していたことに驚いたレパーズのコーチであるグリアが、スクイレルズのコーチであるハーベックに彼女を失格させ、この作戦に失敗したらスクイレルズのロッカーの部屋を迷路みたいな脱出部屋に改造してルネラごとスクイレルズを閉じ込め、スクイレルズたちがグリアの罠から脱出を試みるというごく普通のお話だった。これを理由にディズニーは、テレビ放送・テレビ配信から外されている[18]。現在の政治情勢や新たにトランプが政権を獲得した関係で欠番になったのではないかと憶測が飛び交う中、ディズニーはその噂に対して一切無関係と明言している。2024年11月15日にオンラインでリークされている[18]。

## 短編作品

### ムーンガールのラボ
これはムーンガールが科学を使って、悪いやつらをやっつける様子を描いたミュージカル作品である。
| # | サブタイトル | 原題             | 米国放送日     |
| - | ------------ | ---------------- | -------------- |
| 1 |              | Adaptations      | 2024年 6月11日 |
| 2 |              | States of Matter | 6月28日        |
| 3 |              | Plants           | 7月5日         |
| 4 |              | Forces & Motion  | 7月12日        |
| 5 |              | Light            | 7月19日        |
| 6 |              | Echolocation     | 7月26日        |
| 7 |              | Coding           | 8月2日         |
| 8 |              | Save the Moon    | 8月9日         |

### チビ・ショートストーリー
| # | サブタイトル | 原題                     | 米国放送日      |
| - | ------------ | ------------------------ | --------------- |
| 1 |              | Hot Dog!                 | 2023年 6月3日   |
| 2 |              | Perilous Parade          | 7月1日          |
| 3 |              | Carnival Carnivore       | 8月1日          |
| 4 |              | Lunella Puts it Together | 2024年 11月15日 |

### 描き方だけじゃない教室
| # | サブタイトル | 原題                       | 米国放送日   |
| - | ------------ | -------------------------- | ------------ |
| 1 |              | How NOT To Draw: Moon Girl | 2023年9月4日 |

## スタッフ

### オリジナル版
- 製作総指揮 - スティーブ・ロター、ローレンス・フィッシュバーン[3]
- 製作 - ピラール・フリン（シーズン1）、ラファエル・チャイデス（シーズン2）
- 制作 - シネマ・ジプシー・プロダクションズ、ディズニー・テレビジョン・アニメーション、マーベル・アニメーション

### 日本語吹き替え版
- 翻訳 - 石山祐子、池田美紀
- 演出 - 津司大三
- 録音制作 - HALF H・P STUDIO
- 日本語版制作 - Disney Character Voices International, Inc.

## クロスオーバー作品
- LEGO マーベル / アベンジャーズ ミッション・デモリション

2024年10月18日にディズニープラスで配信開始。このアニメには、ムーンガールが登場している。声優は英語版と日本語版も同じ。
- スパイディとすごいなかまたち

「Moon Girl and the Dino Dilemma」に登場。声優は同じ（日本語版は未定）。